# Liste der Baudenkmäler in Nürnberg/Nordöstliche Außenstadt
Dies ist eine Teilliste der Liste der Baudenkmäler in Nürnberg. Sie enthält die in der Bayerischen Denkmalliste ausgewiesenen Baudenkmäler auf dem Gebiet des statistischen Stadtteils Nordöstliche Außenstadt der kreisfreien Stadt Nürnberg in Bayern. Grundlage ist die Bayerische Denkmalliste, die auf Basis des bayerischen Denkmalschutzgesetzes vom 1. Oktober 1973 erstmals erstellt wurde und seither durch das Bayerische Landesamt für Denkmalpflege geführt und aktualisiert wird. Die folgenden Angaben ersetzen nicht die rechtsverbindliche Auskunft der Denkmalschutzbehörde.
Diese Teilliste enthält Objekte aus dem statistischen Stadtteil  08 Nordöstliche Außenstadt mit den folgenden statistischen Distriken: 80 Schleifweg, 81 Schoppershof, 82 Schafhof, 83 Marienberg, Großreuth h.d.V., Loher Moos, 84 Ziegelstein, 85 Mooshof, 86 Buchenbühl, 87 Flughafen.

## Ensembles
| Lage       | Objekt                                 | Beschreibung | Akten-Nr.     | Bild                              |
| ---------- | -------------------------------------- | --- | ------------- | --------------------------------- |
| (Standort) | Siedlung am Nordostbahnhof             | Die Siedlung am Nordostbahnhof gehört zu dem kommunalen Wohnungsbauprogramm, das unter dem Oberbürgermeister Dr. Luppe in den späten zwanziger Jahren für Nürnberg realisiert werden konnte. Nach den Plänen von Karl Sorg wurden hier streng sachlich gestaltete Wohnblöcke südlich der Ringbahn 1929–1931 errichtet. Die Baukörpergruppierung ist einerseits symmetrisch an der Hauptachse – der Leipziger Straße – orientiert, wo durch pavillonartige Einschnürungen mit Arkaden Akzente und Platzräume für das dort angesiedelte Ladenzentrum geschaffen wurden. Andererseits wurde durch die Krümmung bzw. Brechung der nordsüdlich verlaufenden Straßenachsen eine Belebung des strengen Organisationssystems erreicht. Auch die Einfügung einer divergierenden zweiten Hauptachse als Grünfläche trug zur Auflockerung bei. Besonderes Merkmal dieser Siedlung sind die an einigen Kopfbauten nach Norden gegen die Grünfläche eingebauten Künstlerateliers, ein seltenes Phänomen in modernen Siedlungskomplexen, das hier den Anspruch Nürnbergs als zweite Kunstmetropole Bayerns dokumentiert. Systematisch fortgeschrieben wurde die Siedlung mit der nördlichen Bebauung Plauener Straße von 1936 und dem Ladenbau Leipziger Straße 53/55 von 1957. Außerdem wurde nach dem Zweiten Weltkrieg ein evangelisch-lutherisches Pfarrzentrum eingefügt. Neben der Lukaskirche von 1961/63 ist die ehemalige Notkirche (Wartburgstraße 18) von historischem Interesse. | E-5-64-000-30 | BW                                |
| (Standort) | Heimstättensiedlung im Loher Moos      | Den ersten Anstoß zu dieser Siedlung gab das Kommando des III. Bayerischen Armeekorps, als es die Initiative zur Linderung der Wohnungsnot einerseits übernahm und andererseits damit Arbeitsbeschaffung bzw. Eingliederung von Beschäftigungslosen in den Arbeitsprozess herstellen wollte. Eine hieraus entstandene Siedlungskommission trat am 10. März 1919 das erste Mal zusammen. Nunmehr konnte die mit Mitteln der Improvisation zu leistende Pionierarbeit ihren Anfang nehmen. Dem Unternehmen wurde die Rechtsform einer Körperschaft des Öffentlichen Rechts gegeben, da die Arbeiterschaft selbst eine Genossenschaft als zu kapitalistisch ausgerichtet empfand. Die ersten Bauten unter eigener Bauoberleitung entstanden bereits im Jahre 1919 nach den Plänen von Jakob Schmeißner. Später übernahmen die Privatarchitekten Lehr&Leubert die Planung und Bauleitung, die auch ganz wesentlich für die Bebauung der Gartenstadt verantwortlich waren. Zwischen 1924 und 1930 entstand als Erweiterung der bestehenden Gartenstadtsiedlung eine geschlossene Siedlungsanlage westlich der Ziegelsteinstraße in Form von Reihenwohnhäusern mit Gärten. Die Bauten waren als Heimstätten im Sinne des Reichsheimstättengesetzes von 1920 errichtet worden mit dem besonderen sozialpolitischen Schutz für die Bewohner, die dadurch vor der Zwangsvollstreckung geschützt waren. Gegenüber der älteren, östlich der Ziegelsteinstraße gelegenen Siedlungshälfte zeigt dieser Teil eine Entwicklung insbesondere der städtebaulichen Struktur. Während der ältere Bereich des Loher Mooses noch den Prinzipien der Gartenstädte verpflichtet ist, sind die in der zweiten Hälfte der Zwanziger Jahre entstandenen zweigeschossigen Häuser zu rhythmisierten Hausgruppen zusammengefasst, die teilweise platzartige Bereiche umschließen, und zu denen ebenfalls Gärten gehören. Dieser Siedlungsteil ist mit der geometrisch geordneten städtebaulichen Anlage und den gereihten Typenbauten durch die entstehende moderne Gestaltung im Sinne des Neuen Bauens beeinflusst. Auch bei der Formensprache der Bauten orientierte man sich an einer sachlichen Moderne, wenngleich gleichberechtigt auch expressionistische und sogar historisierend-barockisierende Elemente im Sinne des Heimatstils verwendet wurden. Die Heimstättensiedlung im Loher Moos ist auf Grund des geschlossen überlieferten städtebaulichen und architektonischen Bestandes ein anschauliches Beispiel für die Moderne der Weimarer Republik in Bayern. | E-5-64-000-20 | Heimstättensiedlung im Loher Moos |
| (Standort) | Straßendorf Großreuth hinter der Veste | Das im Nürnberger Knoblauchsland in rund zwei Kilometer Entfernung zur Kaiserburg gelegene ehemalige Straßendorf Großreuth hinter der Veste geht auf eine reichsstädtische Rodungstätigkeit vermutlich im 11./12. Jahrhundert zurück; seine urkundliche Erstnennung datiert auf das Jahr 1375. Der Häuserbestand des Dorfes ohne Kirche und ohne Herrensitz erfuhr in den Markgrafenkriegen 1449 und 1552/53 sowie im Dreißigjährigen Krieg 1618/48 zum Teil erhebliche Zerstörungen. Das immer wieder aufgebaute Dorf wurde, 1810 bayerisch geworden, 1899 nach Nürnberg eingemeindet. Trotz der mit dem Verlust umfangreicher landwirtschaftlicher Flächen einhergehenden Eröffnung des Flughafens 1933 in den Fluren unmittelbar nördlich des Dorfes konnte Großreuth seine Rolle als einer der Hauptlieferanten von Viktualien für die nahe Großstadt bis weit nach dem Zweiten Weltkrieg erhalten. 1943 geflogene Luftangriffe auf den Flughafen brachten teilweise Verluste im Baubestand; der umgehend eingeleitete Wiederaufbau hielt am überlieferten Erscheinungsbild der Vorkriegszeit fest. Das Bild des Dorfes wird durch die in regelmäßiger Reihung überwiegend giebelseitig zur Straße ausgerichteten Bauernhäuser geprägt. Der dicht überlieferte historische Häuserbestand dokumentiert anschaulich die Entwicklung ländlichen Bauens im Umgriff der Großstadt. Das 1556 errichtete sog. Schwedenhaus in der Dorfmitte, eines der ältesten Bauernhäuser im Nürnberger Raum überhaupt, ist in seiner Fachwerkbauweise mit weit herabgezogenem Walmdach ein singuläres Beispiel für den Wiederaufbau unmittelbar nach dem Zweiten Markgrafenkrieg. Aus der Zeit nach dem Dreißigjährigen Krieg haben sich, als eingeschossige Fachwerkbauten mit markanten Steilsatteldächern, mehrere Wohnstallhäuser des 17. und 18. Jahrhunderts erhalten; für die in der zweiten Hälfte des 18. Jahrhunderts einsetzende Tendenz zur Massivbauweise stehen unverputzte, zuweilen traufseitig ausgerichtete Sandsteinbauten. Die Wiederaufbauten der 1940er und 1950er Jahre veranschaulichen überzeugend das Fortleben ländlicher Bautradition weit über das Ende des Zweiten Weltkrieges hinaus; unter ihnen ist das den westlichen Beginn der historischen Dorfstraße markierende Bauernanwesen Großreuther Straße 77 von herausragender Bedeutung. Den östlichen Abschluss des Ensemblebereichs bildet ein seit über 200 Jahren betriebenes Gasthaus mitsamt seiner historischen Nebengebäude. Zahlreiche landwirtschaftliche Ökonomiegebäude wie Scheunen, Remisen und Erdkeller, aber auch die häufig erhaltenen Einfriedungen in Form von Sandsteinmauern und -pfeilern entlang der Hauptstraße vervollständigen das Bild einer seit Jahrhunderten dem Gemüseanbau verpflichteten landwirtschaftlichen Ansiedlung vor den Toren der ehemaligen Reichsstadt Nürnberg. | E-5-64-000-37 | BW                                |

## Baudenkmäler in Nordöstliche Außenstadt

### Schoppershof
| Lage                                                                         | Objekt                                                                        | Beschreibung | Akten-Nr.                | Bild           |
| ---------------------------------------------------------------------------- | ----------------------------------------------------------------------------- | --- | ------------------------ | -------------- |
| Äußere Bayreuther Straße 41; Äußere Bayreuther Straße 43 (Standort)          | Mietshausgruppe                                                               | Zwei fünfgeschossige Satteldachbauten mit Zwerchgiebeln und Schleppgauben, rückseitig verputzte Massivbauten mit Straßenfassade aus Sandsteinquadern und Jugendstildekor, rückseitig dreigeschossige Terrassen-Anbauten, um 1908/1909 | D-5-64-000-31 Wikidata   | weitere Bilder |
| Äußere Bayreuther Straße 71 (Standort)                                       | Mietshaus                                                                     | Fünfgeschossiger Traufseitbau mit Sattel- bzw. Mansarddach, unregelmäßig gegliederter Massivbau mit Jugendstilelementen, Risalit mit Zwerchgiebel, zweigeschossiger Flacherker, Straßenfassade weitgehend aus Sandsteinquadern und zum Teil verputzt, 1909 von Josef Hertlein | D-5-64-000-2268 Wikidata | weitere Bilder |
| Äußere Bayreuther Straße 99 (Standort)                                       | Mietshaus                                                                     | Dreigeschossiger Kopfbau mit Mansarddach und Giebeldachgauben, verputzter Massivbau mit üppigem Neurokoko-Stuckdekor, Eckrisalit mit Zwerchgiebel, dreigeschossiger Eckerker mit Haubendach, bezeichnet „1899“ | D-5-64-000-32 Wikidata   | weitere Bilder |
| Äußere Bayreuther Straße 103 (Standort)                                      | Mietshaus                                                                     | Fünfgeschossiger zweiflügeliger Kopfbau mit Satteldach und zwei Zwerchgiebeln mit Schopfwalmdach, Erdgeschoss Sandsteinquadermauerwerk, Obergeschosse verputzt, dreigeschossiger Sandsteinerker mit Puttenrelief und spätem Jugendstildekor, um 1910, Erdgeschoss durch Ladeneinbau überformt | D-5-64-000-33 Wikidata   | weitere Bilder |
| Carl-von-Linde-Straße 10-24 (gerade Nummern) (Standort)                      | Wohnanlage Münchener Verein Lebens- und Altersversicherungsanstalt aG München | Vier viergeschossige Wohnblöcke mit je 16 Wohnungen, mehrfach gestaffelte verputzte Baukörper mit Flachdächern, über Sockelgeschoss mit niedrigen eingeschossigen Verbindungstrakten, 1955/56 nach Planung von Friedrich Seegy | D-5-64-000-2388 Wikidata | weitere Bilder |
| Carl-von-Linde-Straße 10-24 (gerade Nummern) (Standort)                      | Garagenhof                                                                    | Zweizeilige Hofanlage mit Mauerabschluss | D-5-64-000-2388 Wikidata | weitere Bilder |
| Creußnerstraße 3 (Standort)                                                  | Mietshaus                                                                     | Fünfgeschossiger Traufseitbau mit flachem Satteldach und Ziergiebeln, Sandsteinquaderbau über unregelmäßigem Grundriss, mit Balkonen, strenger Jugendstil, um 1910/15 | D-5-64-000-358 Wikidata  | weitere Bilder |
| Elbinger Straße 11 (Standort)                                                | Freiherrlich von Tuchersches Stiftshaus                                       | Zweigeschossiger freistehender Walmdachbau auf erhöhtem Sockelgeschoss, Mittelrisalit mit Zwerchgiebel und monumentalem Portal, verputzter Massivbau, bezeichnet „1925“, von Baustube Ernst Rossius-Rhyn (Berlin-Zehlendorf) | D-5-64-000-410 Wikidata  | weitere Bilder |
| Elbinger Straße 20 (Standort)                                                | Herrensitz Schoppershof: Sogenanntes Schlösschen                              | Dreigeschossiger Sandsteinquaderbau mit Satteldach und Treppengiebel, vier quadratische Ecktürmchen mit Spitzhelmen, seitlich zweigeschossiger Anbau mit Ecktürmchen, 1591 | D-5-64-000-413 Wikidata  | weitere Bilder |
| Elbinger Straße 22b (Standort)                                               | Herrensitz Schoppershof: Verwaltungsbau                                       | Eingeschossiger barocker Sandsteinquaderbau mit Mansardhalbwalmdach, Volutengiebeln und Schleppgauben, traufseitig verputzt, 18. Jahrhundert | D-5-64-000-413 Wikidata  | weitere Bilder |
| Elbinger Straße 16/18 (Standort)                                             | Herrensitz Schoppershof: Wirtschaftsgebäude                                   | Eingeschossige Dreiflügelanlage, verputzter Massivbau mit Walm- bzw. Satteldach, zweigeschossiger Eckturm mit Zeltdach, Sandsteinportal mit Treppengiebel, erste Hälfte 17. Jahrhundert, Turm bezeichnet „1645“ und „1856“, seitliche Helmgauben bezeichnet „1767“ | D-5-64-000-413 Wikidata  | weitere Bilder |
| Längenstraße 14 (Standort)                                                   | Herrensitz Schoppershof: Ehemaliger Gartenpavillon                            | Eingeschossiger Sandsteinquaderbau mit Zelt- bzw. Pyramidendach, zum Teil verputzt, Mitte 18. Jahrhundert | D-5-64-000-413 Wikidata  | weitere Bilder |
| Oedenberger Straße 7a (Standort)                                             | Herrensitz Schoppershof: Ehemaliger Gartenpavillon                            | Eingeschossiger Sandsteinquaderbau mit Zelt- bzw. Pyramidendach, zum Teil verputzt, Mitte 18. Jahrhundert | D-5-64-000-413 Wikidata  | weitere Bilder |
| Elbinger Straße 16/20/22b; Längenstraße 14; Oedenberger Straße 7a (Standort) | Herrensitz Schoppershof: Parkmauer                                            | Aus Sandsteinquadern, mit Kreuzigungsrelief im westlichen Abschnitt, sowie Toreinfahrt, schmiedeeisernes Tor und Sandsteinpfeiler, 17./18. Jahrhundert | D-5-64-000-413 Wikidata  | weitere Bilder |
| Elbinger Straße 24 (Standort)                                                | Ehemaliges Taglöhnerhaus                                                      | Eingeschossiger freistehender Satteldachbau, verputzter Sandsteinquaderbau, wohl spätes 18. Jahrhundert, Zwerchhaus modern | D-5-64-000-414           | weitere Bilder |
| Elbinger Straße 28 (Standort)                                                | Ehemaliges Taglöhnerhaus                                                      | Eingeschossiger freistehender Satteldachbau mit rückseitig Giebel- und Schleppgauben, zum Teil verputzter Sandsteinquaderbau, um 1800, Zwerchhaus modern | D-5-64-000-415 Wikidata  | weitere Bilder |
| Graudenzer Straße 15; Kasseler Straße 34 (Standort)                          | Katholische Pfarrkirche Allerheiligen: Kirchenbau                             | Saalbau, klar gegliederter Sichtziegelsteinbau mit Satteldach, Fensterrose im Hauptgiebel sowie gerasterte Fensteröffnungen im Langhaus und Chor aus Beton, östlich angebaut Taufkapelle, gerundeter Betonbau mit Flachdach, Nachkriegsmoderne, von Winfried und Peter Leonhardt, 1955/56; mit Ausstattung | D-5-64-000-2391 Wikidata | weitere Bilder |
| Kasseler Straße 34 (Standort)                                                | Pfarrhaus                                                                     | An die Kirche angebaut, zweigeschossiger zweiteiliger Traufseitbau mit Satteldach und Schleppgaube, Sichtziegelsteinmauerwerk, 1955/56 | D-5-64-000-2391 Wikidata | weitere Bilder |
| Graudenzer Straße 15 (Standort)                                              | Katholische Pfarrkirche Allerheiligen: Glockenturm                            | Stahlbetonskelettbau mit Ausfachungen aus Rohziegelmauerwerk, 1973/74 | D-5-64-000-2391 Wikidata | weitere Bilder |
| Kieslingstraße (Standort)                                                    | Steinkreuz                                                                    | Wohl mittelalterlich | D-5-64-000-759 Wikidata  | weitere Bilder |
| Längenstraße 4 (Standort)                                                    | Bauernhaus                                                                    | Ehemals dem Herrensitz Schoppershof zugehörig, eingeschossiger freistehender Sandsteinquaderbau mit Satteldach, Giebeldacherkern und Schleppgauben, Westgiebel mit Aufsatz, Ostgiebel mit Schopfwalm, bezeichnet „1754“ | D-5-64-000-1160 Wikidata | weitere Bilder |
| Längenstraße 10 (Standort)                                                   | Bauernhaus                                                                    | Ehemals dem Herrensitz Schoppershof zugehörig, eingeschossiger Sandsteinquaderbau mit Satteldach, Giebeldacherkern und Schleppgauben, Ende 18./Anfang 19. Jahrhundert | D-5-64-000-1161 Wikidata | weitere Bilder |
| Längenstraße 12/12b (Standort)                                               | Ehemaliges Beständnerhaus                                                     | Ehemals dem Herrensitz Schoppershof zugehörig, eingeschossiger Fachwerkbau mit Satteldach, Zwerchhaus und Schleppgauben, im Kern wohl 17. Jahrhundert | D-5-64-000-1162 Wikidata | weitere Bilder |
| Oedenberger Straße 135 (Standort)                                            | Konrad-Groß-Schule                                                            | Zweiflügelanlage mit dreigeschossigem Hauptbau (Südflügel) und zweigeschossigem gekrümmt verlaufendem Ostflügel, viergeschossigem Turmbau an der Eingangsseite und zwei nördlich und westlich angehängten Turnhallen, verputzte Walmdachbauten, streng gegliederte Anlage mit Anklängen an den Heimatstil, 1938–1940 errichtet nach Planung des Städtischen Hochbauamtes Nürnberg (Heinz Schmeißner, Wilhelm Schlegtendal, Walter Brugmann, W. Köthmann) | D-5-64-000-2403 Wikidata | weitere Bilder |
| Oedenberger Straße 135 (Standort)                                            | Schulhofbrunnen                                                               | Putto mit Hundefigur auf Postament, Sandstein, wohl um 1940 von Emil Zentgraf | D-5-64-000-2403 Wikidata | BW             |
| Senefelderstraße 2 (Standort)                                                | Mietshaus                                                                     | Fünfgeschossiges Eckhaus mit Sattel- bzw. Mansardwalmdach, hölzernen Dachgauben und zwei Zwerchgiebeln, unregelmäßig gegliederter Massivbau mit Jugendstilelementen, Fassaden zum Teil aus Sandsteinquadern, zum Teil verputzt, 1910/11 von Josef Hertlein | D-5-64-000-2407 Wikidata | weitere Bilder |
| Senefelderstraße 4 (Standort)                                                | Mietshaus                                                                     | Viergeschossiger Traufseitbau mit Mansarddach, hölzernen Dachgauben und Mittelrisalit mit Zwerchgiebel, Fassade zum Teil aus Sandsteinquadern, zum Teil verputzt, mit Jugendstilelementen, 1910/11 wohl von Josef Hertlein | D-5-64-000-2408 Wikidata | weitere Bilder |
| Willibaldstraße 42 (Standort)                                                | Einfamilienhaus                                                               | Eingeschossiger freistehender Bau mit Lamellendach und Zwerchhaus mit Walmdach, verputzter Massivbau, expressionistischer Heimatstil, 1924 von Eduard Brill | D-5-64-000-2157 Wikidata | weitere Bilder |

### Schafhof
| Lage                                                      | Objekt                                                                                                   | Beschreibung | Akten-Nr.                | Bild           |
| --------------------------------------------------------- | --- | --- | ------------------------ | -------------- |
| Klingenhofstraße 50b / 50c / 52 / 56 / 58 / 60 (Standort) | Ehemalige Vereinigte Margarinewerke Nürnberg                                                             | Mehrteiliger Gebäudekomplex in neubarocken Formen | D-5-64-000-1032 Wikidata | weitere Bilder |
| Klingenhofstraße 52 (Standort)                            | Ehemalige Vereinigte Margarinewerke Nürnberg: ehemaliges Verwaltungsgebäude                              | Dreiflügeliger, erdgeschossiger Satteldachbau mit giebelständigem Kopfbau mit Volutengiebeln und Zwerchgiebel, in neubarocken Formen, von Georg Richter, bezeichnet „1912“                                                                                                 | D-5-64-000-1032 Wikidata | weitere Bilder |
| Klingenhofstraße 56 / 58 / 60 (Standort)                  | Ehemalige Vereinigte Margarinewerke Nürnberg: ehemaliges Betriebsgebäude                                 | Vierflügelanlage mit zwei- und dreigeschossigen Satteldachbauten mit Volutengiebeln, Zwerchgiebeln, Risaliten, im Innenhof hoher Uhr- und Wasserturm mit Zeltdach, in neubarocken Formen, von Georg Richter, um 1912                                                       | D-5-64-000-1032 Wikidata | weitere Bilder |
| Klingenhofstraße 50c (Standort)                           | Ehemalige Vereinigte Margarinewerke Nürnberg: ehemaliger Erweiterungsbau des Betriebsgebäudes            | Dreigeschossiger Satteldachbau mit Volutengiebeln, baulich mit Westflügel des ehemaligen Betriebsgebäudes verbunden, in neubarocken Formen, bezeichnet „1924“ | D-5-64-000-1032 Wikidata | weitere Bilder |
| Klingenhofstraße 50b (Standort)                           | Ehemalige Vereinigte Margarinewerke Nürnberg: ehemaliges Maschinenhaus                                   | Zweigeschossiger Satteldachbau mit geschweiften Volutengiebeln und querstehendem, erdgeschossigem Anbau mit Satteldach, in neubarocken Formen, von Georg Richter, um 1912                                                                                                  | D-5-64-000-1032 Wikidata | weitere Bilder |
| Klingenhofstraße 72 (Standort)                            | Ehemalige Fabrikanlage Kabel- und Metallwerke F. Neumeyer, jetzt Ofenwerk: Verwaltungsgebäude            | Dreiflügeliger, zweigeschossiger Mansardwalmdachbau auf hohem Sockelgeschoss mit Pfeilervorhalle, reduziert historistische Formen mit barock-klassizistischen Anklängen, 1919                                                                                              | D-5-64-000-1034          | weitere Bilder |
| Klingenhofstraße 70a (Standort)                           | Ehemalige Fabrikanlage Kabel- und Metallwerke F. Neumeyer, jetzt Ofenwerk: Pförtner- bzw. Wohnhaus       | Zweigeschossiger Walmdachbau mit Dachgauben, reduzierter Historismus, 1917/19 | D-5-64-000-1034          | weitere Bilder |
| Bennostraße 10 (Standort)                                 | Ehemalige Fabrikanlage Kabel- und Metallwerke F. Neumeyer, jetzt Ofenwerk: Fabrikanlage                  | Mit sieben großen Eisenbetonhallen und Wasserturm mit Zeltdach, bezeichnet „1916/17“ (südwestliche Hallen), 1917/18; sämtlich von Hans Müller | D-5-64-000-1034          | weitere Bilder |
| Bennostraße 10 (Standort)                                 | Ehemalige Fabrikanlage Kabel- und Metallwerke F. Neumeyer, jetzt Ofenwerk: Fabrikhalle                   | Stahlfachwerkkonstruktion, östlich der Fabrikanlage gelegen, um 1930 | D-5-64-000-1034          | weitere Bilder |
| Neumeyerstraße 47 (Standort)                              | Evangelisch-lutherische Gnadenkirche                                                                     | Notkirchenbau, eingeschossiger Holzbau mit Oberlichtgaden und Walmdach, hölzerner Fachwerk-Glockenstuhl, rückseitig eingeschossiger langgestreckter Nebenbau mit flachem Walmdach, 1951 von Otto Bartning durch brüderliche Hilfe der Lutherischen Kirche Dänemarks erbaut | D-5-64-000-2330 Wikidata | weitere Bilder |
| Schafhofstraße 21 (Standort)                              | Ehemaliges Rektorenwohnhaus der ehemaligen Kreislandwirtschaftsschule                                    | Verputzter barockisierender Massivbau, eingeschossiger zweiflügeliger Bau mit Mansardwalmdach bzw. Walmdach, Schlepp- und Fledermausgauben, 1911 | D-5-64-000-1738 Wikidata | weitere Bilder |
| Schafhofstraße 25 (Standort)                              | Ehemalige Kreislandwirtschaftsschule, jetzt Lothar-von-Faber-Schule (Staatliche Fachoberschule Nürnberg) | Barockisierende Dreiflügelanlage, zweigeschossige verputzte Gebäudeflügel mit Mansardwalmdächern, Halbwalmdächern und Ecktürmen mit Helmdächern, Mittelrisalit mit Walmdach und Zwerchgiebel, rückseitig pavillonartiger Aulaanbau mit Walmdach, bezeichnet „1911“         | D-5-64-000-1739 Wikidata | weitere Bilder |

### Großreuth hinter der Veste
| Lage                                             | Objekt                                   | Beschreibung | Akten-Nr.                | Bild           |
| ------------------------------------------------ | ---------------------------------------- | --- | ------------------------ | -------------- |
| Großreuther Straße 77 (Standort)                 | Bauernhof: ehemaliges Wohnstallhaus      | Eingeschossiger, giebelständiger Massivbau mit Steilsatteldach, an der südlichen Giebelseite Erdkeller, dendro.dat. 1699/1700, nach Kriegszerstörungen 1943 und 1945 Wiederaufbau des Dachtragwerkes, von Hanns Sebald, 1946;  | D-5-64-000-4795 Wikidata | weitere Bilder |
| Großreuther Straße 77 (Standort)                 | Bauernhof: Nebengebäude                  | Langgestreckter, erdgeschossiger Sandsteinquaderbau mit Satteldach, bez. 1851 | D-5-64-000-4795 Wikidata | weitere Bilder |
| Großreuther Straße 77 (Standort)                 | Bauernhof: Einfriedung                   | Sandsteinquadermauer, 18. Jh. | D-5-64-000-4795 Wikidata | weitere Bilder |
| Großreuther Straße 84 (Standort)                 | Ehemalige Bauernhofanlage: Wohnhaus      | Eingeschossiger freistehender Satteldachbau, zum Teil verputzt, Volutengiebel aus Sandsteinquadermauerwerk, hofseitig freiliegendes Fachwerk, bezeichnet „1745“                                                                | D-5-64-000-668 Wikidata  | weitere Bilder |
| Langer Steig 7 (Standort)                        | Ehemalige Bauernhofanlage: Hofhaus       | Eingeschossiger freistehender Fachwerkbau mit Satteldach, zum Teil verputzt, im Kern wohl Mitte 18. Jahrhundert, Schleppgauben modern                                                                                          | D-5-64-000-668 Wikidata  | weitere Bilder |
| Langer Steig 7 (Standort)                        | Ehemalige Bauernhofanlage: Scheune       | Eingeschossiger freistehender Fachwerkbau mit Satteldach, zum Teil verputzt, im Kern wohl Mitte 18. Jahrhundert | D-5-64-000-668 Wikidata  | weitere Bilder |
| Großreuther Straße 84, Langer Steig 7 (Standort) | Ehemalige Bauernhofanlage: Einfriedung   | Südliche und westliche Hofmauer aus Sandsteinquadern, Torpfeiler aus Sandsteinquadern westlich des Wohnhauses, wohl Mitte 18. Jahrhundert                                                                                      | D-5-64-000-668 Wikidata  | weitere Bilder |
| Großreuther Straße 87 (Standort)                 | Wohnhaus einer ehemaligen Hofanlage      | Eingeschossiger freistehender Sandsteinquaderbau mit Satteldach und hölzernen Giebeldachgauben, mit rückseitigem Stallteil mit Aufzugserker, bezeichnet „1840“                                                                 | D-5-64-000-669 Wikidata  | weitere Bilder |
| Großreuther Straße 93 (Standort)                 | Ehemalige Bauernhofanlage: Wohnstallhaus | Eingeschossiger freistehender Satteldachbau mit Fachwerk-Schleppgauben und Schopfwalm, verputzter Fachwerkbau, zum Teil Sandsteinmauerwerk, Mitte 18. Jahrhundert                                                              | D-5-64-000-2314 Wikidata | weitere Bilder |
| Großreuther Straße 93 (Standort)                 | Ehemalige Bauernhofanlage: Nebengebäude  | Historisierender Ziegelsteinbau mit Werksteingliederung, einhüftiges Mansarddach, Ende 19. Jahrhundert | D-5-64-000-2314 Wikidata | weitere Bilder |
| Großreuther Straße 93 (Standort)                 | Ehemalige Bauernhofanlage: Einfriedung   | Sandstein-Torpfeiler und eisernes Hoftor, wohl Ende 19. Jahrhundert/Anfang 20. Jahrhundert | D-5-64-000-2314 Wikidata | weitere Bilder |
| Großreuther Straße 98 (Standort)                 | Wohnhaus                                 | Eingeschossiges freistehendes Kleinhaus, Schwedenhaustyp, verputzter Fachwerkbau mit Walmdach mit Rauchlöchern und Schleppgauben, 17. Jahrhundert                                                                              | D-5-64-000-670 Wikidata  | weitere Bilder |
| Großreuther Straße 109 (Standort)                | Wohnhaus einer ehemaligen Hofanlage      | Zweigeschossiger freistehender Sandsteinquaderbau mit Satteldach und Volutengiebeln, bezeichnet „1845“ | D-5-64-000-671 Wikidata  | weitere Bilder |
| Großreuther Straße 109 (Standort)                | Hofmauer                                 | Sandsteinmauer und Sandstein-Torpfeiler, zum Teil verputzt, eisernes Hoftor, wohl Mitte 19. Jahrhundert | D-5-64-000-671 Wikidata  | weitere Bilder |
| Großreuther Straße 113 (Standort)                | Gasthaus Zum Lutzgarten                  | Eingeschossiger giebelständiger Bau mit Satteldach, Schleppgauben und Walmdachgauben, verputzt, wohl um 1705 | D-5-64-000-672 Wikidata  | weitere Bilder |
| Großreuther Straße 113 (Standort)                | Nebengebäude                             | Zweigeschossiger Bau mit Walmdach und Schleppgauben, Erdgeschoss massiv verputzt, Obergeschoss freiliegendes Fachwerk, 18./19. Jahrhundert                                                                                     | D-5-64-000-672 Wikidata  | weitere Bilder |
| Großreuther Straße 117 (Standort)                | Flugzeughallen                           | zwei freitragende Eisen-Stahl-Konstruktionen mit jeweils weit gespanntem Flachsatteldach und Schiebetoren, an drei Seiten erdgeschossige Werkstattanbauten mit Flachdächern, 1936/38                                           | D-5-64-000-4814 Wikidata | weitere Bilder |
| Großreuther Straße 121 (Standort)                | Wohnhaus einer ehemaligen Hofanlage      | Eingeschossiger freistehender Sandsteinquaderbau mit Satteldach und Giebeldachgauben, rückwärtiger Gebäudeteil verputzt und mit breitem Walmdacherker aufgestockt, erste Hälfte 19. Jahrhundert, Veränderung bezeichnet „1907“ | D-5-64-000-673 Wikidata  | weitere Bilder |

### Loher Moos
| Lage                           | Objekt       | Beschreibung                                         | Akten-Nr.               | Bild           |
| ------------------------------ | ------------ | ---------------------------------------------------- | ----------------------- | -------------- |
| Gräfenberger Straße (Standort) | Brunnenfigur | Bronzeskulptur eines Mädchens, 1930 von Ludwig Dasio | D-5-64-000-399 Wikidata | weitere Bilder |

### Ziegelstein
| Lage                                                                    | Objekt                                                  | Beschreibung | Akten-Nr.                | Bild           |
| ----------------------------------------------------------------------- | ------------------------------------------------------- | --- | ------------------------ | -------------- |
| Äußere Bayreuther Straße (Standort)                                     | Grenzstein                                              | Eine von sieben Sandsteinstelen, mit Betonsockel sowie mit der Aufschrift „Nürnberg“ und dem Stadtwappen in farbigem Steinmosaik, 1951 Weitere Standorte: Erlanger Straße, Erlenstegenstraße, Laufamholzstraße 370, B 4, Münchener Straße, Mühlhofer Hauptstraße                                                              | D-5-64-000-2975 Wikidata | weitere Bilder |
| Am Anger 21 (Standort)                                                  | Wohnhaus                                                | Zweigeschossiger Putzbau mit Satteldach, im Kern Sandstein und Fachwerk, Rundbogenportal, bezeichnet mit „1798“ | D-5-64-000-75 Wikidata   | weitere Bilder |
| Angerburger Straße 12 (Standort)                                        | Evangelisch-lutherische Melanchthonkirche (Pfarrkirche) | Romanisierender Ziegelsteinbau, Wandpfeilerkirche mit Satteldach und asymmetrischer Westfassade, 1938–1940 von German Bestelmeyer; mit Ausstattung | D-5-64-000-108           | weitere Bilder |
| Eschenauer Straße 30 (Standort)                                         | Wohnhaus                                                | Zweigeschossiger Walmdachbau mit Bodenerker und geschlossenem Freisitz, in Holzfertigbauweise nach dem System der Christoph & Unmack-Aktiengesellschaft, mit Garagenabfahrt, von J. Höhn, bezeichnet mit „1932“ | D-5-64-000-2843 Wikidata | weitere Bilder |
| Eschenauer Straße 64, 66, 68, 70, 72, 74, 76, 78, 80, 82, 84 (Standort) | Wohnsiedlung                                            | Symmetrisch u-förmig gruppierte Siedlungshäuser mit Walmdächern, Walmdachgauben und massiven Giebeldacherkern, zweigeschossige verputzte Massivbauten, rückseitig angebaut eingeschossige Nebengebäude mit Satteldach, 1921–1926 (bezeichnet mit „1921“) von Hans Müller für die Baugenossenschaft Nürnberg Nordost errichtet | D-5-64-000-2299 Wikidata | weitere Bilder |
| Heroldsberger Weg 42 a (Standort)                                       | Volksschule im Loher Moos: Altbau, jetzt Kinderhort     | Zweigeschossiger barockisierender Walmdachbau mit Eckrisaliten, verputzter Massivbau, 1920/21 | D-5-64-000-2449 Wikidata | weitere Bilder |
| Am Bauernwald 25 (Standort)                                             | Volksschule im Loher Moos: Neubau                       | Langgezogener zweigeschossiger Satteldachbau mit stark verglastem Pausenraum, Entwurf Hochbauamt Oberbaurat Timme, 1953, mit Kunst am Bau, gleichartige Verlängerung nach Norden 1972 | D-5-64-000-2449 Wikidata | weitere Bilder |
| Am Bauernwald 25 (Standort)                                             | Volksschule im Loher Moos: Neubau, Nebenflügel          | Eingeschossig mit Turnhalle | D-5-64-000-2449 Wikidata | weitere Bilder |
| Ziegelsteinstraße 183 (Standort)                                        | Hofanlage: Wohnhaus                                     | Eingeschossiges giebelständiges Wohnhaus mit Satteldach und Giebel- bzw. Schleppgauben, traufseitig verputzt, im Kern Fachwerk, wohl 18. Jahrhundert, östliche Giebelwand aus Sandsteinquadern bezeichnet mit „1846“ | D-5-64-000-2211 Wikidata | weitere Bilder |
| Ziegelsteinstraße 183 (Standort)                                        | Hofanlage: Nebengebäude                                 | Schmaler eingeschossiger Sandsteinquaderbau mit Satteldach und Fachwerkgiebeln, 18./19. Jahrhundert | D-5-64-000-2211 Wikidata | weitere Bilder |
| Ziegelsteinstraße 183 (Standort)                                        | Hofanlage: Hoftorpfeiler                                | Aus Sandsteinquadern mit Kartusche bezeichnet „1753“ | D-5-64-000-2211 Wikidata | weitere Bilder |
| Ziegelsteinstraße 185 (Standort)                                        | Wohnhaus                                                | Eingeschossiges giebelständiges Satteldachhaus, traufseitig verputzt, im Kern Fachwerk (1584 dendrochronologisch datiert), 18./19. Jahrhundert, östliche Giebelwand aus Sandsteinquadern bezeichnet mit „1845“ | D-5-64-000-2212 Wikidata | weitere Bilder |
| Ziegelsteinstraße 196 (Standort)                                        | Sandsteinhaus                                           | Erdgeschossig, Satteldach, bezeichnet mit „1847“ | D-5-64-000-2213 Wikidata | weitere Bilder |
| Ziegelsteinstraße 224 (Standort)                                        | Ehem. Wohnstallhaus                                     | erdgeschossiger, traufseitiger Sandsteinquaderbau mit Steilsatteldach, nördlicher Giebel und Teil der Ostfassade Fachwerk, dendrochronologisch datiert 1564, Umbau zum Doppelwohnhaus mit Satteldach- und Schleppgauben nach Plan von Karl Hüßner, 1948                                                                       | D-5-64-000-4811 Wikidata | weitere Bilder |

### Buchenbühl
| Lage                                  | Objekt                                                                                      | Beschreibung | Akten-Nr.                | Bild           |
| ------------------------------------- | ------------------------------------------------------------------------------------------- | --- | ------------------------ | -------------- |
| Am Paulusstein (Standort)             | Paulusstein                                                                                 | Trapezförmiger Gedenkstein aus Sandstein, 1919 | D-5-64-000-94 Wikidata   | weitere Bilder |
| Baiersdorfer Straße 10 (Standort)     | Evangelisch-lutherische Himmelfahrtskirche                                                  | Vom Dreieck bestimmte Gesamtanlage von Kirche, Glockenturm und Vorhof, Kirche, rhomboid verzogener Dreiecksbau mit ansteigenden Dächern, Lichtschlitz für Chorbelichtung, Ziegelsteinbau mit Stahlglaseingangswand, 1960/61 von Horst Fink | D-5-64-000-2470 Wikidata | weitere Bilder |
| Baiersdorfer Straße 10 (Standort)     | Evangelisch-lutherische Himmelfahrtskirche, Glockenturm                                     | Gleichzeitig, verputzter rückseitig offener Stahlbetonbau, mit historischer Glocke aus Weidelbach (Stadt Dinkelsbühl, Landkreis Ansbach), Nürnberger Guss des dritten Viertels des 16. Jahrhunderts                                        | D-5-64-000-2470 Wikidata | weitere Bilder |
| Baiersdorfer Straße 8 / 10 (Standort) | Pfarramt und Pfarrhaus                                                                      | Angeschlossen, zweigeschossige Ziegelsteinbauten mit Flachdächern, 1962 von Horst Fink, eingeschossiger Verbindungsbau 1977 ergänzt | D-5-64-000-2470 Wikidata | weitere Bilder |
| Kalchreuther Straße 125 (Standort)    | Gaststätte                                                                                  | Verputzter, zweigeschossiger Massivbau mit steilem Walmdach, an der Nordseite vierseitiger Treppenturm mit spitzem Zeltdach, expressionistisch, von Lehr & Leubert, 1925                                                                   | D-5-64-000-940 Wikidata  | weitere Bilder |
| Kalchreuther Straße 125 (Standort)    | Festsaal                                                                                    | Eingeschossiger Massivbau mit steilem Walmdach und kleinen Dreiecksgauben, an den Traufseiten je zwei Seitenrisalite, 1925. | D-5-64-000-940 Wikidata  | weitere Bilder |
| Kalchreuther Straße 130 (Standort)    | Schulhaus                                                                                   | Langgestreckter, eingeschossiger Massivbau mit Satteldach sowie Sattel- und Walmdachgauben, 1935; im Inneren Holzdecken mit Tierbemalung von Max Körner, 1936                                                                              | D-5-64-000-4839 Wikidata | weitere Bilder |
| Kalchreuther Straße 130 (Standort)    | Turnhalle                                                                                   | Eingeschossiger Massivbau mit Satteldach, gleichzeitig, mit Deckenbemalung von Max Körner | D-5-64-000-4839 Wikidata | weitere Bilder |
| Rathsbergstraße 300 (Standort)        | Ehemaliges Offiziersgebäude (Offiziersmesse) eines Luftnachrichtenlagers, jetzt Jugendhotel | Eingeschossige langgestreckte Zweiflügelanlage, verputzter Massivbau mit Satteldach, Sichtfachwerkgiebeln und Schleppgauben, im Heimatstil erbaut 1937                                                                                     | D-5-64-000-2442 Wikidata | weitere Bilder |
| Zum Froschbrücklein (Standort)        | Brücke                                                                                      | Einbogige Sandsteinbrücke mit Brüstungsmauern über den Kothbrunngraben, 18./19. Jahrhundert | D-5-64-000-2444 Wikidata | weitere Bilder |